# 1969
1969. је била проста година.

## Догађаји

### Јануар
- 1. јануар — Марјан Нгуаби званично постаје Председник Републике Конго.
- 10. јануар — Шведска је као прва западна земља успоставила дипломатске односе са Северним Вијетнамом.
- 14. јануар — Велики пожар и низ експлозија који су избили на америчком носачу авиона УСС Ентерпрајз су усмртили 28 морнара, повредили 314 и уништили 15 авиона.
- 20. јануар — Ричард Никсон инаугурисан за 37. председника САД.

### Март
- 2. март — Совјетски и кинески војници су се сукобили код карауле на реци Усури.
- 2. март — У Тулузу је извршен први пробни лет конкорда.
- 12. март — У Београду почео са радом Девети конгрес Савеза комуниста Југославије.

### Април
- 17. април — Лидер Комунистичке партије Чехословачке Александер Дупчек поднео је оставку, после краха реформског курса названог Прашко пролеће.

- 28. април — Председник Француске Шарл де Гол је дао оставку после референдума о регионализацији земље и реорганизацији Сената, на којем је већина Француза гласала против његових предлога.

### Мај
- 10—20. мај — Битка за коту Хамбургер
- 25. мај — У Судану је државним ударом власт преузео пуковник Џафар Нумејри.

### Јун
- 27. јун — Стоунволска побуна у Кристоферовој улици у Њујорку.

### Јул
- 14. јул — После пораза репрезентације Хондураса од Салвадора у квалификацијама за Светско првенство у фудбалу 1970. и нереда усмерених против салвадорских миграната у Хондурасу, војска Салвадора је напала Хондурас.
- 20. јул — Амерички космонаут Нил Армстронг постао први човек који је ступио на Месец.

### Август
- 15. август — Почео је Фестивал музике и уметности у Вудстоку.

### Септембар
- 1. септембар — Група официра с пуковником Моамером Гадафијем на челу оборила је са власти краља Либије Идриза I и прогласила републику.

### Октобар
- 27. октобар — Јак земљотрес је погодио Бању Луку, усмртивши 17 особа и наневши велику материјалну штету.
- 29. октобар — Студент Универзитета Калифорније је послао прву поруку на Арпанету, претечи Интернета, према рачунару на Станфорском истраживачком институту.

### Новембар
- 18. новембар — Модул америчког васионског брода "Аполо 12" са астронаутима Чарлсом Конрадом и Аленом Бином спустио се на Месец.

## Рођења

### Јануар
- 3. јануар — Михаел Шумахер, немачки аутомобилиста, возач Формуле 1[1]
- 5. јануар — Ристо Видаковић, српски фудбалер и фудбалски тренер[2]
- 5. јануар — Мерилин Менсон, амерички музичар, музички продуцент, глумац, визуелни уметник, писац и музички новинар
- 6. јануар — Норман Ридус,  амерички глумац[3]
- 12. јануар — Роберт Просинечки, хрватски фудбалер и фудбалски тренер[4]
- 13. јануар — Сузана Шуваковић Савић, српска оперска певачица (прем. 2016)
- 14. јануар — Џејсон Бејтман, амерички глумац, редитељ и продуцент[5]
- 14. јануар — Дејв Грол, амерички музичар, најпознатији као члан група Foo Fighters и Nirvana[6]
- 17. јануар — Тијесто, холандски ди-џеј и музички продуцент
- 18. јануар — Дејв Батиста, филипинско-амерички глумац, рвач, бодибилдер и мајстор мешовитих борилачких вештина[7]
- 19. јануар — Предраг Мијатовић, црногорски фудбалер[8]
- 21. јануар — Карина Ломбард, француско-америчка глумица и модел[9]
- 23. јануар — Дејан Анђус, српски новинар
- 28. јануар — Кетрин Морис, америчка глумица[10]
- 29. јануар — Саша Обрадовић, српски кошаркаш и кошаркашки тренер[11]

### Фебруар
- 1. фебруар — Габријел Батистута, аргентински фудбалер[12]
- 1. фебруар — Брајан Краус, амерички глумац[13]
- 2. фебруар — Валериј Карпин, руски фудбалер и фудбалски тренер[14]
- 5. фебруар — Мајкл Шин, велшки глумац[15]
- 6. фебруар — Тим Шервуд, енглески фудбалер и фудбалски тренер[16]
- 9. фебруар — Павел Тонков, руски бициклиста
- 11. фебруар — Џенифер Анистон, америчка глумица и продуценткиња[17]
- 12. фебруар — Дарен Аронофски, амерички редитељ, сценариста и продуцент[18]
- 20. фебруар — Синиша Михајловић, српски фудбалер и фудбалски тренер (прем. 2022)[19]
- 20. фебруар — Данис Тановић, босанскохерцеговачки редитељ и сценариста[20]
- 22. фебруар — Брајан Лаудруп, дански фудбалер[21]
- 25. фебруар — Етијен де Креси, француски ди-џеј и музички продуцент
- 28. фебруар — Роберт Шон Ленард, амерички глумац[22]

### Март
- 1. март — Хавијер Бардем, шпански глумац[23]
- 1. март — Никола Радмановић, српски фудбалер (прем. 2022)[24]
- 4. март — Пјерлуиђи Казираги, италијански фудбалер и фудбалски тренер[25]
- 6. март — Миленко Топић, српски кошаркаш и кошаркашки тренер
- 11. март — Теренс Хауард, амерички глумац, музичар и продуцент[26]
- 14. март — Лари Џонсон, амерички кошаркаш[27]
- 15. март — Елвир Лаковић Лака, босанскохерцеговачки музичар
- 17. март — Илије Боложан, вршилац дужности председника Румуније (2025)
- 18. март — Александар Коцић, српски фудбалски голман и фудбалски тренер[28]
- 19. март — Горан Шушљик, српски глумац[29]
- 28. март — Иван Готи, италијански бициклиста
- 31. март — Стив Смит, амерички кошаркаш[30]

### Април
- 2. април — Ајзеа Морис, амерички кошаркаш[31]
- 3. април — Бен Менделсон, аустралијски глумац[32]
- 6. април — Пол Рад, амерички глумац, сценариста и продуцент[33]
- 20. април — Феликс Баумгартнер, аустријски падобранац (прем. 2025)
- 20. април — Алберто Ерерос, шпански кошаркаш
- 25. април — Рене Зелвегер, америчка глумица и продуценткиња[34]
- 27. април — Слободан Каличанин, српски кошаркаш[35]
- 29. април — Пол Ејделстајн, амерички глумац[36]

### Мај
- 1. мај — Вес Андерсон, амерички редитељ, сценариста и продуцент[37]
- 10. мај — Денис Бергкамп, холандски фудбалер и фудбалски тренер[38]
- 10. мај — Зоран Приморац, југословенски и хрватски стонотенисер[39]
- 14. мај — Кејт Бланчет, аустралијска глумица и редитељка[40]
- 16. мај — Јаник Бисон, канадски глумац, редитељ и продуцент[41]
- 16. мај — Дејвид Боријаназ, амерички глумац, продуцент и редитељ[42]
- 19. мај — Томас Винтерберг, дански редитељ, сценариста, продуцент и глумац[43]
- 22. мај — Карл Крејг, амерички ди-џеј и продуцент електронске музике[44]
- 25. мај — Ен Хејч, америчка глумица, редитељка и сценаристкиња (прем. 2022)[45]
- 31. мај — Симоне Пјаниђани, италијански кошаркашки тренер

### Јун
- 11. јун — Питер Динклиџ, амерички глумац и продуцент[46]
- 14. јун — Штефи Граф, немачка тенисерка[47]
- 15. јун — Оливер Кан, немачки фудбалски голман[48]
- 15. јун — Седрик Пиолин, француски тенисер[49]
- 20. јун — Драган Мићић, босанскохерцеговачко-српски фудбалер и фудбалски тренер
- 27. јун — Гала Виденовић, српска глумица[50]

### Јул
- 3. јул — Шони Смит, америчка глумица и певачица[51]
- 5. јул — РЗА, амерички хип хоп музичар, музички продуцент и глумац[52]
- 10. јул — Бранислав Бане Васић, српски хармоникаш, продуцент, аранжер, клавијатуриста, продуцент и професор хармонике[53]
- 17. јул — Џејсон Кларк, аустралијски глумац[54]
- 19. јул — Николај Севастијанов, бугарски митрополит
- 22. јул — Деспина Ванди, грчка музичарка
- 24. јул — Џенифер Лопез, америчка музичарка, глумица и плесачица[55]
- 27. јул — Трипл Ејч, амерички рвач и глумац[56]
- 30. јул — Сајмон Бејкер, аустралијски глумац, редитељ и продуцент[57]
- 30. јул — Гордан Петрић, српски фудбалер и фудбалски тренер[58]

### Август
- 2. август — Седрик Себалос, амерички кошаркаш[59]
- 4. август — Макс Кавалера, бразилски музичар, најпознатији као певач и гитариста групe
- 12. август — Танита Тикарам, енглеска музичарка[60]
- 17. август — Дони Волберг, амерички музичар, глумац и продуцент[61]
- 17. август — Кристијан Лејтнер, амерички кошаркаш[62]
- 18. август — Едвард Нортон, амерички глумац, редитељ и продуцент[63]
- 18. август — Кристијан Слејтер, амерички глумац и продуцент[64]
- 19. август — Нејт Дог, амерички хип хоп музичар и глумац (прем. 2011)[65]
- 19. август — Метју Пери, канадско-амерички глумац (прем. 2023)[66]
- 28. август — Џек Блек, амерички глумац, комичар и музичар[67]
- 29. август — Лусеро, мексичка музичарка, глумица и ТВ водитељка[68]
- 30. август — Небојша Глоговац, српски глумац (прем. 2018)[69]
- 30. август — Владимир Југовић, српски фудбалер[70]

### Септембар
- 5. септембар — Леонардо Араужо, бразилски фудбалер и фудбалски тренер[71]
- 5. септембар — Предраг Смиљковић, српски глумац[72]
- 7. септембар — Владимир Батез, српски одбојкаш и политичар[73]
- 8. септембар — Гари Спид, велшки фудбалер и фудбалски тренер (прем. 2011)[74]
- 13. септембар — Шејн Ворн, аустралијски крикеташ. (прем. 2022)
- 17. септембар — Кит Флинт, енглески музичар и плесач, најпознатији као оснивач и члан групе The Prodigy († 2019)[75]
- 19. септембар — Канди Дулфер, холандска музичарка, најпознатија као џез саксофонисткиња[76]
- 19. септембар — Јохан Јохансон, исландски композитор (прем. 2018)[77]
- 20. септембар — Ришарт Витсхе, холандски фудбалер[78]
- 25. септембар — Кетрин Зита Џоунс, велшка глумица[79]
- 29. септембар — Торе Педерсен, норвешки фудбалер[80]

### Октобар
- 2. октобар — Дејан Говедарица, српски фудбалер и фудбалски тренер[81]
- 3. октобар — Гвен Стефани, америчка музичарка и глумица
- 8. октобар — Џулија Ен, америчка порнографска глумица и плесачица[82]
- 9. октобар — Стив Маквин, енглески редитељ, сценариста, продуцент и визуелни уметник[83]
- 9. октобар — Пи Џеј Харви, енглеска музичарка[84]
- 11. октобар — Стивен Мојер, енглески глумац, редитељ и продуцент[85]
- 15. октобар — Витор Баија, португалски фудбалски голман[86]
- 15. октобар — Доминик Вест, енглески глумац, редитељ и музичар[87]
- 19. октобар — Треј Паркер, амерички глумац, аниматор, сценариста, продуцент, редитељ и музичар[88]
- 22. октобар — Спајк Џоунз, амерички глумац, сценариста, продуцент и редитељ[89]
- 24. октобар — Адела Норијега, мексичка глумица[90]
- 31. октобар — Жељко Шашић, српски певач[91]

### Новембар
- 1. новембар — Александар Ђурица, српски глумац[92]
- 3. новембар — Роберт Мајлс, италијански музичар, композитор, ди-џеј и музички продуцент (прем. 2017)
- 4. новембар — Метју Маконахеј, амерички глумац и продуцент[93]
- 10. новембар — Јенс Леман, немачки фудбалски голман[94]
- 10. новембар — Елен Помпео, америчка глумица[95]
- 13. новембар — Џерард Батлер, шкотски глумац и продуцент[96]
- 16. новембар — Ивана Банфић, хрватска музичарка
- 18. новембар — Давор Јањић, босанскохерцеговачки и српски глумац (прем. 2022)[97]
- 19. новембар — Ришар Виренк, француски бициклиста
- 26. новембар — Шон Кемп, амерички кошаркаш[98]

### Децембар
- 4. децембар — Џеј-Зи, амерички хип-хоп музичар, музички продуцент и предузетник[99]
- 5. децембар — Кетрин Тејт, енглеска глумица, комичарка и сценаристкиња[100]
- 6. децембар — Славиша Стојановић, словеначки фудбалер и фудбалски тренер
- 9. децембар — Биксенте Лизаразу, француски фудбалер[101]
- 11. децембар — Вишванатан Ананд, индијски шахиста
- 12. децембар — Софи Кинсела, енглеска књижевница[102]
- 14. децембар — Наташа Макелхон, енглеска глумица[103]
- 18. децембар — Сантијаго Кањизарес, шпански фудбалски голман[104]
- 19. децембар — Кристи Свонсон, америчка глумица[105]
- 20. децембар — Никусор Дан, Румунски политичар
- 21. децембар — Жили Делпи, француска глумица, музичарка, режисерка и сценаристкиња[106]

- датум непознат — Вера Дедовић, српска глумица (прем. 2000)

## Смрти

### Јануар
- 29. јануар — Ален Далес, амерички дипломата и директор ЦИА

### Фебруар
- 2. фебруар — Борис Карлоф, британски глумац[107]
- 26. фебруар — Леви Ешкол, израелски политичар[108]
- 26. фебруар — Карл Јасперс, немачки психијатар и филозоф

### Март
- 28. март — Двајт Д. Ајзенхауер, амерички генерал и 34. председник САД (* 1890)

### Април
- 7. април — Риста Марјановић, српски фотограф
- 26. април — Морихеј Уешиба, јапански мајстор борилачких вештина
- 26. април — Рене Баријентос, боливијски политичар

### Мај
- 2. мај — Франц фон Папен, немачки политичар[109]

### Јун
- 16. јун — Харолд Александер, британски фелдмаршал
- 22. јун — Џуди Гарланд, америчка глумица[110]

### Јул
- 3. јул — Брајан Џоунс, енглески музичар
- 5. јул — Валтер Гропијус, немачки архитекта

### Август
- 6. август — Теодор Адорно, немачки филозоф
- 10. август — Тоне Селишкар, словеначки књижевник[111]
- 17. август — Ото Штерн, немачки физичар[112]
- 31. август — Роки Марчано, амерички боксер[113]

### Септембар
- 2. септембар — Хо Ши Мин, северновијетнамски политичар[114]
- 22. септембар — Адолфо Лопез Матеос, мексички политичар (*1909)[115]

### Октобар
- 7. октобар — Леон Сјер, белгијски бициклиста, побједник Тур де Франса 1921. (*1888)
- 12. октобар — Соња Хени, норвешка клизачица и глумица[116]
- 21. октобар — Вацлав Сјерпињски, пољски математичар[117]

### Новембар
- 12. новембар — Љу Шаоћи, кинески политичар

### Децембар
- 2. децембар — Климент Ворошилов, маршал Совјетског Савеза

## Нобелове награде
- Физика — Мари Гел-Ман
- Хемија — Дерек Харолд Ричард Бартон и Од Хасел
- Медицина — Макс Делбрик, Алфред Херши и Салвадор Е. Лурија
- Књижевност — Семјуел Бекет
- Мир — Међународна организација рада (ILO)
- Економија — Рагнар Фриш (Норвешка) и Јан Тинберген (Холандија)